# What's Wrong with Secretary Kim
What's Wrong with Secretary Kim? (hangeul : 김비서가 왜 그럴까 ; RR : Kimbiseoga wae geureolkka) est une série télévisée sud-coréenne diffusée entre le 6 juin et le 26 juillet 2018 sur tvN,,.

## Synopsis
La série s'articule autour de l'ambitieux vice-président d'une grande entreprise, Lee Young-joon, et de sa secrétaire très compétente, Kim Mi-so. Des malentendus surviennent quand elle annonce sa démission de son poste, après avoir travaillé pour Lee Young-joon pendant neuf ans.

## Distribution

### Acteurs principaux
- Park Seo-joon : Lee Young-joon (33 ans)
  - Moon Woo-jin : Yong-joon, enfant
- Park Min-young : Kim Mi-so (29 ans)

### Acteurs secondaires
La famille de Lee Young-joon
- Lee Tae-hwan : Lee Sung-yeon/Morpheus
  - Bae Gang-yoo : Lee Sung-yeon (jeune)
- Kim Byeong-ok : président Lee
  - Go Se-won : président Lee (jeune)
- Kim Hye-ok : Madame Choi
  - Lee Soo-kyung : Madame Choi (jeune)

La famille de Kim Mi-so
- Baek Eun-hye : Kim Pil-nam
- Heo Sun-mi : Kim Mal-hee,
- Jo Deok-hyun : Kim Young-man

Groupe Yumyeon
- Kang Ki-young : Park Yoo-sik
- Hwang Chan-sung : Go Gwi-nam
- Pyo Ye-jin : Kim Ji-a
- Kim Ye-won : Sul Ma-eum
- Hwang Bo-ra : Bong Se-ra
- Lee Yoo-joon : Jung Chi-in
- Lee Jung-min : Lee Young-ok
- Kim Jung-woon : Park Joon-hwan
- Kang Hong-suk : Yang Cheol
- Bae Hyun-sung : personnel interne

## Bande-originale
1. Love Virus – Kihyun (Monsta X) et SeolA (Cosmic Girls)
2. It's You – Jeong Se-woon
3. Wanna Be – GFriend
4. Just A Little Bit More (조금만 더) – Jinho (Pentagon)
5. Because I Only See You (그대만 보여서) – Kim Na-young
6. Why Am I Like This (왜 이럴까) – Lee Da-yeon
7. In The End (토로) – Yun Ddan Ddan
8. Words Being Said For The First Time (처음 하는 말) – Song Yuvin (Myteen)

## Diffusion
- tvN (2018)
- tvN Asie (2018)
- PPTV HD 36 (2018)
- ABS-CBN
  - ABS-CBN (chaîne de télévision) (2018)
  - Asianovela Channel (2019)
- Hong Kong Open TV / Drama Channel (2018)
- GTV (2018-2019)
- Trans TV (2019)
- 8TV (2019)
- ETC (2019)

## Prix et récompenses
| Année | Prix                    | Catégorie                                             | Destinataire                            | Résultat   |
| ----- | ----------------------- | ----------------------------------------------------- | --------------------------------------- | ---------- |
| 2018  | 11th Korea Drama Awards | Meilleur prix d'excellence, acteur                    | Park Seo-joon                           | Nomination |
| 2018  | 11th Korea Drama Awards | Prix d'excellence, acteur                             | Hwang Chan-sung                         | Lauréat    |
| 2018  | 11th Korea Drama Awards | Hallyu Star Award                                     | Hwang Chan-sung                         | Lauréat    |
| 2018  | 11th Korea Drama Awards | Prix du personnage populaire - Femme                  | Pyo Ye-jin                              | Lauréat    |
| 2018  | 11th Korea Drama Awards | Meilleure bande-originale                             | "Because I Only See You" (Kim Na-young) | Nomination |
| 2018  | 6th APAN Star Awards    | Meilleur prix d'excellence, acteur dans une minisérie | Park Seo-joon                           | Lauréat    |
| 2018  | 6th APAN Star Awards    | Prix d'excellence, actrice dans une minisérie         | Park Min-young                          | Nomination |
| 2018  | 6th APAN Star Awards    | Prix K-Star, acteur                                   | Park Seo-joon                           | Nomination |
| 2018  | 6th APAN Star Awards    | Prix K-Star, actrice                                  | Park Min-young                          | Lauréat    |

### Sources
- (en) Cet article est partiellement ou en totalité issu de l’article de Wikipédia en anglais intitulé « What's Wrong with Secretary Kim » (voir la liste des auteurs).